# Келенкен
Келенкен (лат. Kelenken) — род вымерших гигантских нелетающих хищных птиц семейства фороракосовых.

## Внешний вид и среда обитания
Жили в среднем миоцене около 15 млн лет назад. Келенкены обитали на территории современной Патагонии (Аргентина). 
Имел вытянутый череп, 71 см в длину, включая клюв длиной 45,7 см. Это самая большая голова среди известных птиц. Цевка длиной около 45 см.

## Питание
Не совсем ясно, как келенкен захватывал и убивал свою добычу. Как большой нелетающий хищник, он, судя по всему, преследовал свою добычу и убивал её несколькими сокрушительными ударами массивного клюва. 
Другой возможностью является захват добычи за выступающую часть тела и энергичном встряхивании её с последующим разрыванием на части. 
В настоящее время считается, что сила укуса келенкена была недостаточна высока для удержания относительно крупных животных и отрывания от них кусков мяса, поэтому наиболее вероятным является именно нанесение ударов клювом. 
Также возможно, что келенкен был падальщиком, поедая остатки добычи других хищников или даже отгоняя некоторых млекопитающих-конкурентов своими внушительными размерами и свирепым видом.